# Túnica íntima

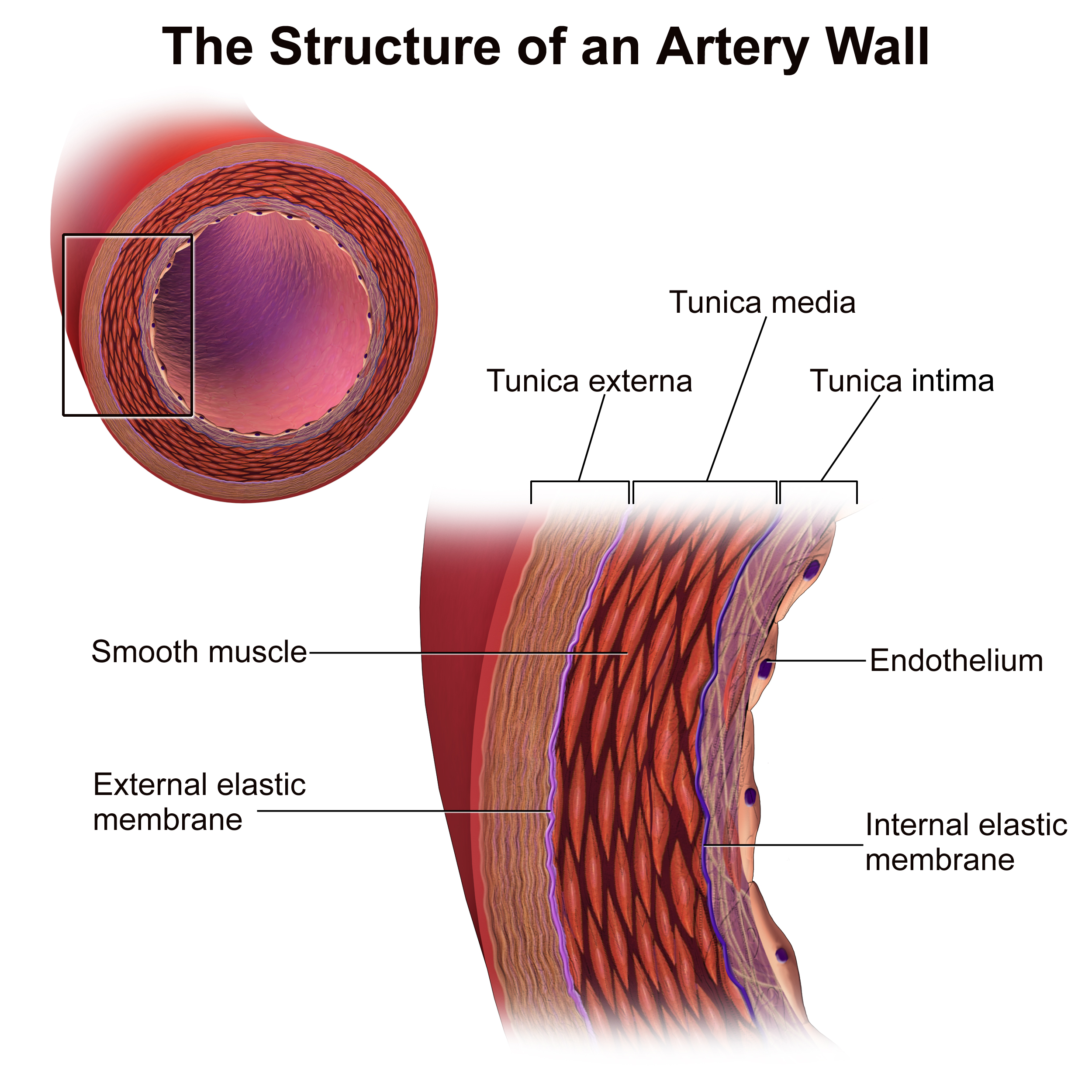

A túnica íntima compreende a camada mais interna dos vasos que compõem o sistema cardiovascular. Adjunto a outras duas túnicas, túnica média e adventícia, compõe o invólucro da maioria dos vasos sanguíneos.

## Descrição
A túnica íntima é formada por células endoteliais que se dispõem sobre uma camada de tecido conjuntivo, denominada camada subendotelial, que pode conter, às vezes, células musculares lisas. 
Nas artérias, a íntima apresenta uma lâmina elástica interna, responsável por separá-la da túnica média, sendo o componente mais externo da camada. 

## Componentes da túnica íntima

### Endotélio
A camada endotelial é o componente mais interno da túnica íntima, estando em contato convizinho ao sangue constantemente. O endotélio é constituído por um epitélio pavimentosos simples, que repousa sobre uma lâmina basal delgada.

### Camada subendotelial
A camada subendotelial é aquela composta por uma pequena quantidade de tecido conjuntivo frouxo no qual estão apoiadas as células do endotélio. Esse tecido conjuntivo subendotelial só é facilmente observado, em microscopia de luz, nos vasos mais calibrosos e é composto por fibras colágenas e elásticas, sintetizadas por fibroblastos. O estudo camada subendotelial é de extrema importância, visto que é nesse local que ocorre o acumulo de lipoproteínas plasmáticas que irão desencadear uma resposta inflamatória com recrutamento de macrófagos e células T helper (TH1) para formar placas ateroscleróticas.

### Lamina elástica interna
Apresenta em sua composição básica a elastina e possui pequenas aberturas que viabilizam a difusão de substâncias para células mais profundas no vaso, possibilitando a nutrição dessas células.

## Funções da túnica íntima
O endotélio da túnica íntima forma uma barreira semi-impermeável que se interpõe ao plasma sanguíneo e o fluido intersticial. Ademais, o endotélio é altamente diferenciado, sendo capaz de mediar e monitorar ativamente as extensas trocas bidirecionais de pequenas moléculas e, ao mesmo tempo, restringir o transporte de macromoléculas. As células endoteliais formam uma superfície lisa, diminuindo a fricção do fluxo sanguíneo, além de possuir propriedades anticoagulantes e antitrombogênicas - secreta o fator ativador do plasminogênio, trombomodulina, glicosaminoglicanos, prostaglandinas e óxido nítrico. Estes dois últimos induzem o relaxamento das células musculares lisas presentes nos vasos. Em condições patológicas, as células endoteliais produzem fatores trombogênicos, incluindo o fator tecidual, o fator de von Willebrand e o fator ativador de plaquetas. Na aterosclerose, as células endoteliais são danificadas e o tecido conjuntivo subendotelial é exposto, induzindo a agregação plaquetária. Essa agregação inicia uma cascata de formação de fibrina a partir do fibrinogênio. Assim, um coágulo intravascular é formado e pode crescer até obstruir completamente o fluxo vascular local. 

## Relação com a aterosclerose
A aterosclerose é definida como uma resposta inflamatória crônica da parede arterial à lesão endotelial. Células endoteliais normais de artérias são resistentes a contato prolongado com leucócitos, produzem substâncias vasodilatadoras e antitrombóticas (óxido nítrico e prostaglandinas), estimulam a fibrinólise e produzem enzimas, como superóxido dismutase, que degradam radicais livres. O fluxo fisiológico laminar do sangue em artérias ajudam a manter esse funcionamento normal. As lesões iniciais da aterosclerose humana podem desenvolver-se em áreas com endotélio morfologicamente intacto, porém funcionalmente alterado (disfunção endotelial). Disfunção ou lesão endotelial podem ser provocadas por inúmeras causas, como distúrbios hemodinâmicos, hipertensão arterial, shear stress em regiões de turbulência do fluxo sanguíneo, diabetes mellitus, substâncias tóxicas contidas no tabaco, hipóxia, agentes infecciosos, aumento de homocisteína no plasma e, inclusive, a própria hipercolesterolemia. Em consequência de disfunção e/ou lesão endotelial surgem as seguintes alterações: aumento da permeabilidade endotelial, que favorece a passagem de LDL para a íntima; aumento da expressão de moléculas de adesão na superfície endotelial (VCAM-1), que resulta em aderência de monócitos e de linfócitos T ao local afetado. Os monócitos aderidos penetram na íntima, transformam- se em macrófagos e fagocitam lipídeos. Esses macrófagos na íntima produzem IL-1, TNF-a e quimiocinas, que recrutam mais leucócitos para o local.  Ocorre também adesão e agregação plaquetária, diminuição de fatores anticoagulantes e antiproliferativos (NO, prostaglandinas), o que estimula a proliferação celular. Plaquetas e macrófagos aderidos à parede arterial liberam fatores de crescimento PDGF, FGF, TGF-a que estimulam a migração de células musculares da média e sua proliferação na íntima arterial. Ao lado disso, substâncias contidas no tabaco podem estimular a proliferação de miofibroblastos nessa mesma camada.As alterações descritas e o ateroma consequentemente formado prejudicam o fluxo do sangue e contribui para a formação de trombos. Estes resultam da agregação plaquetária sobre a superfície lesada e podem obstruir o vaso, causando necrose (infarto) do tecido. Um fragmento do trombo pode entrar na circulação e obstruir pequenos vasos (embolia), como as arteríolas do cérebro, podendo levar a um acidente vascular encefálico.